# Освалд Лионел Витцтум фон Екщедт
Освалд Лионел Витцтум фон Екщедт (на немски: Oswald Lionel Graf Vitzthum von Eckstädt; * 15 февруари 1809 в Дрезден; † 30 септември 1883 в Кобург) е граф от род Витцтум-Екщедт.
Той е най-малкият син на граф Хайнрих Витцтум фон Екщедт (1770 – 1837) и графиня Фридерика Вилхелмина фон Хопфгартен (1767 – 1837), дъщеря на граф Георг Вилхелм фон Хопфгартен (1740 – 1813) и Кристиана Фридерика Маршал фон Биберщайн (1751 – 1783). Най-големият му брат е Лудвиг Ернст Витцтум фон Екщедт (1794 – 1833).

## Фамилия
Освалд Лионел Витцтум фон Екщедт се жени за Кристиана фон Валденфелс (* 9 януари 1828, Рьотенбах при Арцберг; † 15 март 1898, Гюстров). Те имат четири сина:
- Александер Константин Витцтум фон Екщедт (* 7 юли 1846, дворец Фантези при Байройт; † 9 декември 1916, Кл.-Цшахвиц при Дрезден), женен за Хелена-Туиска фон Майер (* 4 май 1851, Руперсдорф при Хернхут; † 6 ноември 1919, Кл.-Цшахвиц при Дрезден); имат три сина и една дъщеря
- Ернст Лудвиг Бернхардт Витцтум фон Екщедт (* 13 март 1848, Байройт; † 2 януари 1887, Кемниц), женен за фрайин Амалия фон Валденфелс (* 18 март 1845, Дилинген; † 22 октомври 1917, Дрезден); имат три сина
- Рудолф Емил Ернст Карл Едуард Витцтум фон Екщедт (* 2 януари 1857, Гота; † 6 април 1944, Мюнхен), женен I. за Мария Пелтц (* 9 февруари 1860, Моделвиц при Шкойдиц; † 30 юли 1886, Моделвиц при Шкойдиц), II. на 2 август 1887 г. в Кобург за Анита де Райз (* 26 юли 1858, Брюн; † 6 януари 1937, Касел); има общо син и дъщеря
- Волдемар Фридрих Конрад Витцтум фон Екщедт (* 7 септември 1863, Кобург; † 25 ноември 1936, Дрезден), женен за Марион Гартен-Крафт (* 27 януари 1877, Дрезден); няма деца